# Dorhout Mees BV
Dorhout Mees is een onderneming te Biddinghuizen en is bekend als schietsportcentrum, wapenhandel, hotel en golfclub.

## Geschiedenis
Bob Dorhout Mees begon in de jaren 30 als vuurwapen- en jachtgeweerwinkel in de stad Utrecht. De naam van de eerste eigenaar, Dorhout Mees, is nog steeds aan de onderneming verbonden.
Kort na de Tweede Wereldoorlog opende Bob Dorhout Mees tevens een schietschool in Bilthoven waar zijn klanten hun nieuwe geweren konden inschieten. Toen het aantal mensen dat van de schietschool gebruikmaakten toenam en de interesse voor de jacht- en schietsport groeide, richtte Bob Dorhout Mees in 1972 de Centrale Wapenhandel annex Kleiduivenschietcentrale Biddinghuizen op.
In 1980 verkocht Dorhout Mees de schietschool aan de familie Pon. Zij stelden oud-coureur en Le Mans-winnaar Gijs van Lennep aan als directeur. De opening van Golfclub Dorhout Mees, een hotel met vergadercentrum en een adventureterrein zorgde voor verdere expansie. Het bedrijf is organisator van een grand prix kleiduifschieten.